# Asylum
Asylum je třinácté studiové album americké rockové skupiny Kiss. Vydáno bylo v roce 1985.Album je debut pro nového kytaristu skupiny Bruce Kulicka

## Seznam skladeb
| Základní verze | Základní verze         | Základní verze                      | Základní verze | Základní verze |
| Pořadí         | Název                  | Autor                               | Hlavní zpěvák  | Délka          |
| -------------- | ---------------------- | ----------------------------------- | -------------- | -------------- |
| 1.             | King of the Mountain   | Stanley / Bruce Kulick / Child      | Paul Stanley   | 4:17           |
| 2.             | Any Way You Slice It   | Simmons / Rice                      | Gene Simmons   | 4:02           |
| 3.             | Who Wants to Be Lonely | Stanley / Child / Beauvoir          | Stanley        | 4:01           |
| 4.             | Trial By Fire          | Simmons / Kulick                    | Simmons        | 3:25           |
| 5.             | I'm Alive              | Stanley / Kulick / Child            | Stanley        | 3:43           |
| 6.             | Love's a Deadly Weapon | Stanley / Simmons / Swenson / Beech | Simmons        | 3:29           |
| 7.             | Tears Are Falling      | Stanley                             | Stanley        | 3:55           |
| 8.             | Secretly Cruel         | Simmons                             | Simmons        | 3:41           |
| 9.             | Radar for Love         | Stanley / Child                     | Stanley        | 4:02           |
| 10.            | Uh! All Night          | Stanley / Child / Beauvoir          | Stanley        | 4:01           |
| Celková délka: | Celková délka:         | Celková délka:                      | Celková délka: | 38:50          |

## Obsazení
- Paul Stanley – rytmická kytara, zpěv
- Gene Simmons – basová kytara, zpěv
- Bruce Kulick – sólová kytara, zpěv
- Eric Carr – bicí, zpěv

## Umístění
Album
| Hitparáda(1985) | Umístění |
| --------------- | -------- |
| Austrálie       | 89       |
| USA             | 20       |
| Kanada          | 20       |
| Finsko          | 1        |
| Německo         | 43       |
| Nizozemsko      | 34       |
| Norsko          | 11       |
| Švédsko         | 3        |
| Švýcarsko       | 15       |
| UK              | 12       |